# Harlem Jets
『Harlem Jets』（ハーレム・ジェッツ）は、BLANKEY JET CITYの8枚目のスタジオ・アルバム。2000年5月10日にポリドールから発売された。

## 概要
ソロ活動期間を挟んで、前作『ロメオの心臓』から2年ぶりのアルバム。
発売と同時に「最高のアルバムが出来たので俺達は解散します」と解散を発表したが解散を前提に作られたアルバムでは無い。浅井健一曰く「素敵なアルバム」との事。
「Herlem Jets」というタイトルは特に深い意味はなく、響きが良いという理由で名付けられた。浅井が毎回語っていることだが、意味は後から勝手についてくるので、つける理由が無いとのことである。ジャケットデザインは浅井によるもの。
沖縄とロンドンの2箇所でレコーディングを行った。浅井曰く「リッチにレコーディングをしようと思った」。
沖縄では、午前中に海へ行くことはあったが、ほとんどスタジオに篭ってレコーディングを行い非常にリラックスしてレコーディングすることができた為、これまでの作品と比較しても一番スムーズにレコーディングが進んだ。
ロンドンでは、時差が辛かったとのこと。一方で、電圧の関係からか楽器の鳴りは日本とまったく違うという。本作のレコーディングはこれまでと違い一切の制約をなくしたため、自分たちの本当の音楽を作れたと語っている。
レコーディングの序に、ロンドンにてライブも行った。機材はめちゃくちゃで、自分たちの声も聞こえないというセッティングでのライブだったが、オーディエンスは非常に盛り上がっていたとのこと。
自身のアルバムの中ではオリコンチャート最高位の2位を獲得。「ロメオの心臓」に次ぐ18.8万枚以上を売り上げた。

## 収録曲
| 全作詞: 浅井健一、全編曲: BLANKEY JET CITY。 |                        |           |                    |       |
| #                                            | タイトル               | 作詞      | 作曲               | 時間  |
| 1.                                           | 「SEA SIDE JET CITY」  | 浅井健一  | 浅井健一           | 4:17  |
| 2.                                           | 「CAMARO」             | 浅井健一  | 浅井健一           | 4:42  |
| 3.                                           | 「ADVENTURE OF GOOFY」 | 浅井健一  | 照井利幸・浅井健一 | 5:38  |
| 4.                                           | 「PANTERA」            | 浅井健一  | 浅井健一           | 2:31  |
| 5.                                           | 「SALINGER」           | 浅井健一  | 浅井健一           | 3:00  |
| 6.                                           | 「不良の森」           | 浅井健一  | 浅井健一           | 11:14 |
| 7.                                           | 「SWEET DAYS」         | 浅井健一  | 照井利幸・浅井健一 | 3:53  |
| 8.                                           | 「動物実験撲滅ソング」 | 浅井健一  | 浅井健一           | 3:57  |
| 9.                                           | 「DERRINGER」          | 浅井健一  | 浅井健一           | 4:58  |
| 10.                                          | 「リス」(STRIP ver.)   | 浅井健一  | 浅井健一           | 4:57  |
| 11.                                          | 「COME ON」(VERSION1)  | 浅井健一  | 浅井健一           | 4:03  |
| 合計時間:                                    | 合計時間:              | 合計時間: | 53:10              |       |

### 楽曲解説
1. SEA SIDE JET CITY
15thシングル。
アナログ盤には(VIRGIN TAKE)を収録(後に『RARE TRACKS』にも収録された)。
後のベスト・アルバム『Blankey Jet City 1997-2000』に収録される。
2. CAMARO
3. ADVENTURE OF GOOFY
4. PANTERA
全パートの演奏を浅井が手掛けている。
5. SALINGER
曲のタイトルは「ライ麦畑でつかまえて」の著者J・D・サリンジャーより。
後のベスト・アルバム『Blankey Jet City 1997-2000』に収録される。
6. 不良の森
11分に及ぶ。浅井は「この曲を入れることによって、アルバムはもっと素晴らしくなった」と語る。
7. SWEET DAYS
13thシングルの1曲目(両A面)。ブランキー史上一二を争う爽やかな曲だと浅井は語る。
後のベスト・アルバム『Blankey Jet City 1997-2000』に収録される。
8. 動物実験撲滅ソング
動物実験が無くなって欲しいと思い作られた。しかし具体的なチャリティイベントなどをやろうとは思っておらず、歌の題名にするに留まった。
9. DERRINGER
13thシングルの2曲目(両A面)。
ロメオズハートツアーの最中に、ホテルで作った曲。
10. リス（STRIP ver.）
15thシングル『SEA SIDE JET CITY』のC/W曲の別バージョン。
11. COME ON（VERSION1）
VERSION2は「Harlem Jets」アナログ盤に収録(後に『RARE TRACKS』にも収録される)。
後のベスト・アルバム『Blankey Jet City 1997-2000』に収録される。

### アナログ盤
| #  | タイトル               | 作詞 | 作曲・編曲 |
| -- | ---------------------- | ---- | ---------- |
| 1. | 「バナナのとりあい」   |      |            |
| 2. | 「PANTERA」            |      |            |
| 3. | 「CAMARO」             |      |            |
| 4. | 「DERRINGER」          |      |            |
| 5. | 「COME ON」(VERSION 2) |      |            |

| #  | タイトル                           | 作詞 | 作曲・編曲 |
| -- | ---------------------------------- | ---- | ---------- |
| 1. | 「SEA SIDE JET CITY」(VIRGIN TAKE) |      |            |
| 2. | 「SALINGER」                       |      |            |
| 3. | 「不良の森」                       |      |            |
| 4. | 「JET LAG」                        |      |            |